# Scincella doriae
Scincella doriae (земляний сцинк Доріа) — вид сцинкоподібних ящірок родини сцинкових (Scincidae). Мешкає в Південно-Східній Азії. Вид названий на честь італійського натуліста Джакомо Доріа.

## Поширення і екологія
Земляні сцинки Доріа мешкають на півдні Китаю, в провінціяї Юньнань і Сичуань, в М'янмі і Таїланді, локально спостерігалися у В'єтнамі. Вони живуть у вологих гірських тропічних лісах, серед опалого листя. Ведуть денний, наземний спосіб життя.